# 응집도

응집도(cohesion)는 컴퓨터 프로그래밍에서 모듈 안의 요소들이 함께 속하는 정도를 가리킨다. 한 의미로는 메소드와 클래스의 데이터간 관계의 강도, 그리고 해당 클래스가 다루는 일부 통합적인 목적이나 개념의 측정을 의미한다. 다른 의미로는 클래스의 메소드와 데이터 간 관계의 강도의 측정을 의미한다.

## 같이 보기
- 결합도
- 정적 프로그램 분석